# Cratere Endurance
Endurance è un cratere situato sul pianeta Marte, che è stato esplorato dal rover Opportunity da maggio a dicembre 2004. Il nome deriva da quello della nave Endurance che è giunta fino all'Antartide in un viaggio di esplorazione organizzato da Ernest Hemry Shackleton.
Il rover entrò all'interno del cratere nel sol 134 (15 giugno) e ne uscì nel sol 315 (14 dicembre). In questo periodo ha evitato diversi ostacoli, inclinazioni ripide e lo slittamento di una ruota su una zona di sabbia fine.

## Esplorazione

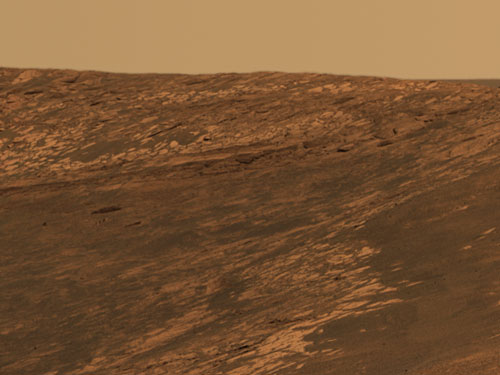
Immagine di Karatepe a colori (approssimati)

Dopo l'arrivo sul cratere, il rover effettuò un'analisi preliminare del cratere per permettere la pianificazione delle osservazioni. Per l'ingresso nel cratere fu scelta una zona chiamata Karatepe.
Opportunity discese ulteriormente sul fondo del cratere per studiare le dune di sabbia. Durante il percorso furono analizzati vari affioramenti di roccia, e infine venne deciso di non spingere il rover sulle dune per evitare che potesse restare incastrato in modo permanente. L'attenzione degli scienziati si spostò invece sulle rocce che circondavano le dune, prima di farlo uscire dal cratere e proseguire con la missione. Le analisi non hanno portato delle prove conclusive della presenza passata di acqua sulle rocce presenti.
L'obiettivo successivo fu il Burns Cliff, che prende il nome del geologo Roger Burns del MIT. Il rover riprese molte immagini con la camera panoramica ad alta risoluzione, anche se non fu possibile utilizzare il braccio robotico, che mostrarono degli strati di sedimenti. Questo potrebbe essere un indizio su un passato deposito di un liquido. Dopo aver lasciato il cratere il rover si diresse verso il suo scudo termico, nei pressi del quale venne scoperta la Heat Shield Rock, il primo meteorite trovato su un altro pianeta.

## Storia

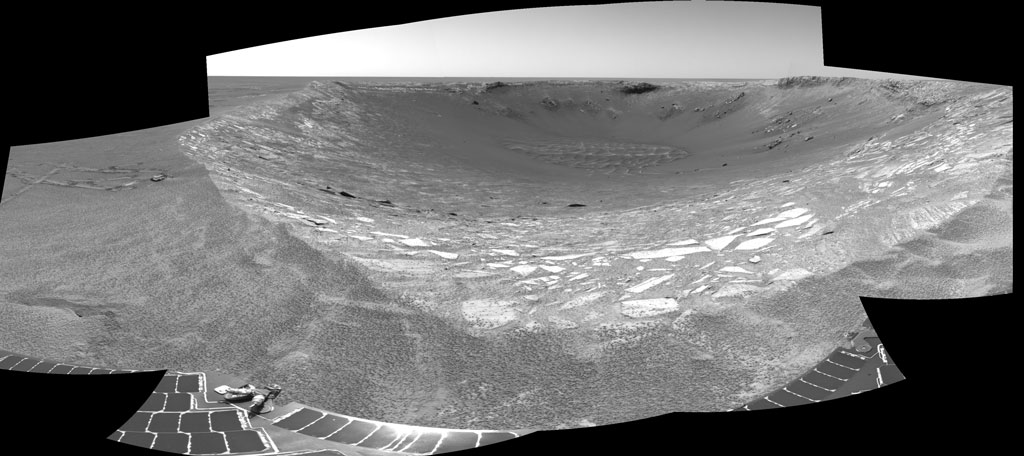
Immagine panoramica

Durante l'anno e mezzo passato nel cratere, i dati raccolti hanno permesso di espandere notevolmente il passato del Meridiani Planum. Tra le scoperte effettuate, la presenza di acqua nel passato è quanto meno probabile. Gli scienziati hanno potuto studiare le rocce, scoprendo che l'acqua non fu presente in modo stabile, ma piuttosto fluì sulla superficie periodicamente, asciugandosi successivamente. L'interpretazione della scoperta di materiali come solfati negli affioramenti di evaporiti del cratere hanno portato gli studiosi a credere che questo mare poco profondo era piuttosto acido. La presenza di vita nel passato non può essere ancora affermata con sicurezza.

### Altri crateri visitati da Opportunity
- Cratere Argo
- Cratere Beagle
- Cratere Eagle (Marte - NASA)
- Cratere Emma Dean
- Cratere Erebus
- Cratere Fram
- Cratere Victoria
- Cratere Vostok